# Aidan
San Aidan de Lindisfarne (m. 651), también conocido en español como Aidano, el apóstol de Northumbria, fue un misionero cristiano, fundador y primer obispo del monasterio de la isla de Lindisfarne, en Inglaterra. Se le atribuye la restauración del cristianismo en Northumbria. Todo lo que se conoce de su figura puede encontrarse en las páginas que Beda le dedicó en su Historia ecclesiastica gentis Anglorum.

## Vida y obra
Aidan, de origen irlandés y nacido probablemente en Connacht, era monje en el monasterio de la isla de Iona, en Escocia.
El Imperio romano había difundido el cristianismo en Inglaterra, pero a su caída el paganismo comenzó a resurgir en el norte del país. Oswaldo de Northumbria había estado viviendo en el monasterio de Iona desde el 616 como rey en exilio. Allí se convirtió al cristianismo y fue bautizado. En el 634 obtuvo la corona de Northumbria y se dispuso a llevar el cristianismo a sus habitantes, en su mayoría paganos.
Por su pasado en Iona decidió pedir misionarios de ese monasterio en lugar de los de Inglaterra. El monasterio le envió primeramente a un obispo llamado Corman, pero éste regresó a Iona e informó que los habitantes de Northumbria eran demasiado tercos para ser convertidos. Aidan criticó los métodos de Corman y al poco tiempo, en el 635, fue enviado para reemplazarlo.
Eligió como diócesis la isla de Lindisfarne, cercana al castillo real en Bamburgh. El rey Oswaldo, que hablaba irlandés, a menudo sirvió de intérprete entre Aidan y sus monjes, que al principio no hablaban dicho idioma. Cuando Oswaldo murió en el año 642, Aidan siguió recibiendo apoyo del rey Oswino de Deira, y ambos se volvieron buenos amigos.
Aidan era un misionero inspirado. Iba de un pueblo a otro, conversando amablemente con los lugareños e interesándolos paulatinamente en el cristianismo. Según la leyenda, el rey le dio un caballo para ahorrarle las caminatas, pero Aidan se lo regaló a un mendigo. Con el método de hablar pacientemente con la gente, siempre poniéndose a su altura, Aidan y sus monjes, poco a poco lograron hacer resurgir el cristianismo en las comunidades de Northumbria. Para asegurarse de que la dirección religiosa de la zona quedara en manos inglesas, Aidan tomó doce chicos ingleses para entrenarlos en el monasterio.
En el 651 un ejército pagano atacó Bamburgh e intentó quemar sus murallas. Según la leyenda, Aidan rezó por la ciudad y el viento cambió de dirección y llevó el humo y el fuego contra el enemigo, haciéndolo huir.
Aidan pertenecía al cristianismo irlandés, no al romano, pero su carácter y energía evangelizadora le valieron el respeto del papa Honorio I y Félix de Borgoña.
Oswino de Deira, el amigo y protector de Aidan, fue asesinado en el 651. Doce días después moriría Aidan, el 31 de agosto, el cual había enfermado estando en el castillo de Bamburgh. Murió recostado contra la pared de la iglesia local. Su obispado había durado diecisiete años.
El monasterio que fundara creció y colaboró en la fundación de iglesias y otros monasterios en la zona. Además se volvió un centro de estudios y un depósito de conocimiento erudito. Beda escribiría más tarde la biografía de Aidan y describiría los milagros que se le atribuyen. Es venerado en las iglesias Católica y Ortodoxa, así como en la Iglesia Luterana, que le dedica el día 9 de junio de acuerdo con el Calendario de Santos Luterano.